# Jerez Peak
Der Jerez Peak (englisch; bulgarisch Връх Херес Wrach Cheres) ist ein 1400 m hoher und vereiste Berg auf Clarence Island im Archipel der Südlichen Shetlandinseln. Er ragt 3 km nordnordöstlich des Mount Llana und 5 km südlich des Humble Point am südlichen Ende des Ravelin Ridge auf. Der Treskawez-Gletscher liegt nordöstlich und der Highton-Gletscher südöstlich von ihm. Er ist über den Soyka Saddle mit dem Mount Llana verbunden.
Britische Wissenschaftler kartierten ihn 1972 und 2008. Die bulgarische Kommission für Antarktische Geographische Namen benannte ihn 2014 nach dem spanischen Seefahrer Gregorio Jerez, der 1756 nach Anthony de la Roché als Zweiter Südgeorgien gesichtet und als Isla San Pedro benannt hatte.